# Roséns bröstdroppar
Roséns bröstdroppar, Vinum glycyrrhizae opiatum, var en hostmedicin. Receptet beskrevs 1765 i Hus- och Rese-Apotheque, av den svenske läkaren Nils Rosén von Rosenstein. Receptet fanns emellertid sedan tidigare.
Receptet bestod av 1 del pulvriserat opium, 1 del saffran, 1 del lakritsextrakt, 5 delar socker och 45 delar marsalavin. Detta innebar att opiumhalten i bröstdropparna var cirka 2 procent. Maxdosen var 10 gram. Medicinen fanns tillgänglig på apoteken in på 1900-talet.
Bröstdropparna ansågs länge som ett måste i husapoteket; boken Husmoderns hemkurer och Goda råd av Kerstin Wenström hade med den som rekommendation ännu i 1933 års upplaga. Preparatet var beroendeframkallande och bland dem som använde dropparna i berusande syfte fanns bland andra skulptören Axel R Pettersson, Döderhultarn.